# 倉多まお
倉多 まお（くらた まお、1994年3月7日 - ）は、日本のAV女優。
秋田県出身。ニューゲート所属。

## 略歴
2012年8月、エスワンからAVデビュー。デビューのきっかけは後年「今思い返しても、なにがきっかけだったか思い出せない」と述べている。
趣味:ダンス。特技:フィギュアスケート。CSスカパー！958chバニラスカイチャンネルのバニラガールズのメンバー。
2023年5月22日FANZA動画フロア週間AVランキングで、出演した『BAZOOKA 冬の大感謝セール コスパ最強ノーカットベスト爆乳限定2749分』（BAZOOKA）が1位を記録。
同年10月30日週のFANZA通販フロアランキングで『出産してから一度も抱いていなかった巨乳妻が隣人の性欲勃起学生にセーラー服/スク水/ブルマ/デート服/J系制服に着替えさせられ恥じらいながらも無我夢中で腰を振り続ける抜かずの連続中出しで年の差NTR青春セックスをしていた。 倉多まお』が10位を記録した。
2025年2月24日週FANZA動画フロアにて2024年発売の『【配信専用】倉多まお 全部見せます完全収録BEST 1320分』が7位急浮上。

## 人物
目標は「毎回全力投球で完璧な作品を作り上げる」。理想とする女優像は「ずば抜けてすごい、という感じではなく、安心して作品を買ってもらえるような女優」。「安心安定の品質を提供する女優」。
AVライターの本末ひさおは「優しく攻めるのが得意でソフトな痴女をさせたら絶品」、「超スロー手コキの気持ちよさは画面越しにも伝わってくる」と批評している。

## 出演作品

### アダルトDVD
- 新人NO.1STYLE 倉多まおAV解禁（8月7日、S1 NO.1 STYLE）※デビュー作
- デビューのご褒美! 南国放尿旅行（9月7日、S1 NO.1 STYLE）
- ものすごい初顔射（10月7日、S1 NO.1 STYLE）
- オジサンたちと変態的な4本番（11月19日、S1 NO.1 STYLE）
- 交わる体液、濃密セックス（12月19日、S1 NO.1 STYLE）

- 女子高生妄想痴漢（1月19日、S1 NO.1 STYLE）
- 軟体パコパコ（2月19日、S1 NO.1 STYLE）
- バッコンバッコン大乱交（3月19日、S1 NO.1 STYLE）
- 夫の目の前で犯された若妻（4月19日、S1 NO.1 STYLE）
- スパンキングエクスタシー（5月19日、S1 NO.1 STYLE）
- 敏感爆乳 パイズリ挟射（6月19日、S1 NO.1 STYLE）
- 初めてのマン毛剃り（7月19日、S1 NO.1 STYLE）
- 巨乳女教師の誘惑（8月19日、OPPAI）
- 日焼けあと（9月1日、MOODYZ）※「まお」名義
- ランジェリーナ（9月1日、ワンズファクトリー）※「まお」名義
- 私、実は夫の上司に犯され続けてます…（9月13日、溜池ゴロー）
- 夫の友人（9月25日、マドンナ）
- Hカップ 女教師放課後ソープ嬢（10月1日、ワンズファクトリー）
- 過激すぎるド素人娘 4時間スペシャル 9（10月11日、S級素人）※「マオ」名義
- 鍵を落とす人妻（10月13日、溜池ゴロー）
- 美しすぎる訳あり投稿妻（11月1日、プレステージ）
- トリプル快感ハーレム! 巨乳軟体ソープランド（11月1日、Fitch）
- 女のカラダは腰使いで決まる! 4時間 6（11月8日、BAZOOKA）
- 北海道&山形の奥様とガチSEX! 夫が仕事に行っている間に妻がしていることとは?（11月8日、S級素人）※「マオ」名義
- 全国どスケベ素人若妻をナンパして即ハメしちゃいました!!（11月8日、S級素人）
- もしもいつでも何処でも誰とでもSEXが出来る夢の会社があったら…（12月13日、おかず。）

- 中出しと乱交プレイのできるぼいんソープランド（1月1日、ZUKKON/BAKKON）
- ボイン大好き しょう太くんのHなイタズラ（1月2日、グローリークエスト）
- OPPAI ナーススペシャル 美少女ご奉仕天国4時間（1月19日、OPPAI）
- エロすぎるカラダ ヌルヌルBODYと激エロSEX（2月11日、MAGIC）
- 驚愕解禁! 黒人デカマラ肉弾FUCK（3月1日、Fitch）
- 恥辱のデッサン教室 弄ばれた巨乳ヌードモデル（3月20日、グローリークエスト）
- 完全ノーカット真性中出し（4月1日、MOODYZ）
- 騎乗位お姉さんの暴発確定中出しSEX（5月1日、ワンズファクトリー）
- 麻薬捜査官 ヤク漬け膣痙攣（5月10日、アイエナジー）
- 熱帯夜（5月13日、溜池ゴロー）
- ダブルHカップ挟撃逆3P中出し（5月19日、エムズビデオグループ）
- 中出しを教える巨乳家庭教師（5月25日、本中）
- エロ痴女逆レイプナース病棟（6月13日、MOODYZ）
- 世界レベルの吸引力! サイクロン式バキュームフェラ ツインターボ ●玉の中身がスッカラカンになるまで吸引する強力な口内トルネード!（6月19日、ディープス）
- 理性もゴムもいらないよ♪ 一晩中ベロ酔い生中出しSEX（6月25日、本中）
- スク水に着替えてエッチしよう 2（7月3日、グローリークエスト）
- kira☆kira BLACK GAL CHARISMA DANCER Hcup POLE DANCING －日焼け黒ギャルぬるテカ生姦中出し－（7月19日、kira☆kira）
- ドスケベ定年オヤジたちの再出発セックス生活（7月25日、NITRO）
- kira☆kiraサマーフェスタ2014 BLACK GAL BEACH RESORT －夏祭り特別編－ 黒ギャル美巨乳ビーチ4時間超壮絶大乱交スペシャル（8月1日、kira☆kira）
- ナチュラルハイ15周年記念作品 出産して急激に感度があがったママチャリ早漏妻 人気3タイトル合体SP!（8月7日、ナチュラルハイ）
- 極上ボディの猥褻ピタコス（8月8日、BAZOOKA）
- 朝から晩まで中出しセックス 12（8月21日、アイエナジー）
- 超高級中出し専門ソープ（9月1日、MOODYZ）
- 60歳のワシ (余命半年) が5人の爆乳女子に囲まれながら過ごす、'精子空っぽになるまで抜かれる'贅沢6P生活（9月6日、SODクリエイト）
- 男が動かなくてもイカせてくれる騎乗位ソープ店（9月13日、MOODYZ）
- イケイケ黒ギャル3人組に占拠された我が家（9月19日、Kira☆Kira）
- 尽きない快楽、愛液にまみれて。（10月1日、TEPPAN）
- Kira☆kira SPECIAL 爆乳ギャルソープランド-発射無制限ハーレム極上パイ射中出し乱交（10月19日、kira☆kira）
- 昏睡媚薬イキ狂いナマSEX テニスサークルの女子大生に媚薬を飲ませたら、いきなり失神!焦ったけど興奮したのでセクハラしていたら、急に目を覚まして勃起デカチ○ポを求めて生ハメしてきた!（10月23日、サディステイックヴィレッジ）
- 欲求不満な人妻の月に1度の排卵日妊活オフ会（10月25日、本中）
- 中出しお義姉さんの誘惑（11月7日、PREMIUM）
- 羞恥!巨乳限定! 強制混浴露天風呂 混浴温泉に全裸で強制入浴!超はずかし～いエロ・ミッションを無理矢理やってもらいました!（11月20日、サディスティックヴィレッジ）
- 10発中出しするまで勃起させちゃうお姉様SEXテクニック（12月1日、ワンズファクトリー）
- 巨乳べろキスSEXボランティア（12月5日、NITRO）
- 美6周年×kira☆kira8周年スペシャルコラボ企画-患者を襲う美巨乳極痴女ナース孕ませ病棟24時 4時間スペシャル（12月25日、美）

- マジックミラー号 W生マ○コで童貞筆おろし! やさしく生ハメ・真正中出し（1月22日、SODクリエイト）
- デカ尻マニアックス（2月1日、ワンズファクトリー）
- セクササイズ インストラクター（4月23日、SODクリエイト）
- 倉多まお♪ALL本物中出しスペシャル!!42発（4月25日、本中）※単体ベスト
- コスプレイヤー真性中出し個人撮影会（6月13日、MOODYZ）
- ぶっかけくぱぁ（8月1日、ワープエンタテインメント）[9]
- ENDRESS BLACKHOLE vol.3 ～終わりなき黒い穴～（8月13日、Baby Entertainment）
- 超高級中出し専門ソープ（9月1日、MOODYZ）
- スローなハンドテクでもの凄い射精、フル勃起エステサロン（9月13日、MOODYZ）
- イケイケ黒ギャル3人組に占拠された我が家（9月19日、Kira☆Kira）
- 巨乳べろキスSEXボランティア（12月5日、NITRO）
- 本中5周年記念作品!! 美少女中出し島 2015（12月25日、本中）
- CA飛行機痴漢 豪華版 中出しスペシャル（4月23日、ナチュラルハイ）

- 【衝撃】女優崩壊観察ドキュメント! 絶叫即中出しきもだめしツアー（1月25日、本中）
- キャットラバーズ（1月25日、ダスッ!）[10]
- 撮影期間15年3月14日～15年9月15日手コキ、フェラ、セックスでヌキまくった倉多まおの実録発射AV（2月1日、ワンズファクトリー）
- おっぱい保母さんが優しく育ててくれるから子作り（2月1日、ZUKKON/BAKKON）
- 極上淫語Wフェラ遊戯（3月1日、Fitch）
- 淫語中出しソープ 51（3月13日、AVS Collector's）
- 娘のお友達と子供を作るので私、母親辞めます。（5月1日、ワンズファクトリー）
- 脅迫されても心が折れないいつも強気な高飛車女は、弱味につけこむ男のチ○ポでさえ睨みつけながら咥える（5月6日、ドリームチケット）
- 倉多まお8時間BEST（5月13日、MOODYZ）※単体ベスト
- 逆3P強制中出し【羽交い締めで犯されたい!!】（6月25日、痴女ヘブン）
- 実録 人間家畜ドキュメント 2（8月7日、アタッカーズ）
- 原作・藤崎 玲 女教師姉妹（9月1日、アタッカーズ） ※「AV OPEN 2016」ドラマ・ドキュメンタリー部門 エントリー作品
- 中出し人妻不倫旅行（9月25日、ビッグモーカル）
- 人妻の浮気心（10月1日、人妻援護会/エマニエル）
- えっ?僕が10,000人目の客!?記念サービスがある!?」人妻デリヘルを頼んだら、偶然、トップキャスト5名が来ることになってしまったら貴方はどうしますか?（11月10日、SODクリエイト）
- 妻の不倫相手は父 夜毎おこなわれる若夫婦の営みに耐えている50過ぎの義父の優しさに心も体も許してゆく嫁（11月10日、ヒビノ）
- 逆・時間よ止まれ!! エピソード0 神乳美乳巨乳の3人が時間を止めて本能剥き出し「逆・時止めSEX」で大絶頂!（11月25日、Rookie）
- 長距離バスで隣に座った綺麗な女性が不幸せそうな男に欲情してチ○ポをむさぼってくる…～夢の人生大逆転バス!声は出せないけど精子は出す!～（12月8日、SODクリエイト）
- 午前3時の危険性欲 嫁の妹の巨乳に我慢できず… 媚薬オイル夜這い（12月8日、ナチュラルハイ）
- 昭和女のエレジー 全裸町内引き回し 辱められた若妻の熟れた肉体 1941（12月8日、ヒビノ）
- おっぱいの綺麗な人は、エッチな人が多いって本当ですか?（12月8日、S-Cute）
- ～撮影だけじゃ満足できないAV女優たち～ 撮影の合間に制作スタッフを誘惑していると噂の女優を隠し撮り むさぼる様にチ○ポを求め腰を振るAV女優4名の観察映像記録（12月22日、SODクリエイト）

- 部長の奥さんがエロすぎて…（1月7日、VENUS）
- 「イマ」の「ナマ」（1月13日、バルタン）
- おねだり上手 KIRAY Collection 04（1月13日、S-Cute）
- 妻のパート先の歓迎会映像（2月24日、人妻花園劇場）
- 素人ユーザー参加企画 SODstar市川まさみとイクッ!AVの聖地で夢の男優体験が出来る 有名ロケ地バスツアー! feat.尾上若葉・倉多まお・AIKA（3月18日、SODクリエイト）
- 満員バスで背後から制服越しにねっとり乳揉み痴漢され腰をクネらせ感じまくる巨乳女子校生（4月6日、ナチュラルハイ）
- 嫁を他の男に抱かせて興奮する夫（4月6日、グローリークエスト）
- ラグジュTV ×PRESTIGE SELECTION 028 相澤玲奈（5月12日、プレステージ）※「相澤玲奈」名義
- 採精クリニック 精液採取に苦戦していたら、まさかの看護師さんが笑顔で「お手伝いしましょうか?」と言ってきた! ズッポン吸引フェラ・ケツ顔騎スタンプ・唾液ダラダラ接吻、患者様のご要望にはできるだけお応えいたします…!（5月18日、サディスティックヴィレッジ）
- ホテル痴漢3 中出しSP（5月3日、ナチュラルハイ）
- レースクィーンレズビアン レズビアンに脅され墜ちたノンケ新人RQ 倉多まお 神波多一花（5月25日、ビビアン）
- ザーメン捜査官（6月1日、ROCKET）
- 結婚直前の蜜月、毎晩旦那さんに愛されて最高感度になっている新妻 ブライダルエステで油断したところに美人エステティシャンにレズプレイ仕掛けられたら気持ち良すぎてマシンバイブもすんなり受け入れる（6月1日、サディスティックヴィレッジ）
- 浪人生の僕は父の弟である叔父夫婦の家に居候して肩身の狭い思いをしていたが、多忙な叔父のせいで欲求不満の叔母は僕がAVマニアだと知ると部屋にやってきて「スケベなの見せてよ」となんとAV鑑賞!マ○コをびっちょり濡らして僕に飛び乗って来たから連続中出ししてやった。（6月7日、VENUS）
- 僕の彼女は兄貴の嫁さん 超エロいカラダの兄嫁と温泉宿でしっぽり中出しSEX三昧主観映像!!!（6月25日、ビッグモーカル）
- HPを見ていたら、人妻添い寝リフレで働く妻のママ友を発見!店に行って「旦那さんには黙ってるから…素股だけして」と脅迫!チ○ポ挿入&生中出し!（7月6日、サディスティックヴィレッジ）
- スーパーさせ子 まお フォロワー数1万越え!天然Gカップ巨乳!おじさん好き現役有名コスプレイヤーの妊娠中出し生パコ催眠オフwww会（7月25日、ビッグモーカル）
- 世界初 新たなお尻の性感帯 ヴィーナスえくぼ開発（8月13日、MARX）
- スーパーガチンコ全裸レズバトル DINAMITE 2017（9月1日、ROCKET） ※「AV OPEN 2017」ドキュメンタリー部門 エントリー作品
- 夫の目の前で犯されてー -家食う虫-（9月7日、アタッカーズ）
- 定年退職してヒマになったドスケベ義父の嫁いぢり（9月13日、VENUS）
- 老働者に輪姦され性奴隷と化す巨乳未亡人（9月21日、グローリークエスト）
- 艶尻未亡人、裾をまくり上げて声の出せない状態でデカマラ激ピストンに沈黙の昇天（9月21日、ヒビノ）
- 泥酔NTR打ち上げ 仕事のできる巨乳愛妻が社内の打ち上げで酔ってハメを外して豊満な肉体を晒しながら次々と男性社員と中出ししまくっていた話（10月7日、E-BODY）
- スロ～で射精させてからギアチェンジ爆速中出しSEX（10月13日、痴女ヘブン）
- パックリまるみえ! 美アナル全開まんぐり義母（10月13日、VENUS）
- 淫語女子アナ 12 -顔採用?いえいえエロ採用です!!パーフェクト女子穴SP-（10月19日、ROCKET）
- 誘惑スプラッシュ指導 男潮手コキ女教師（10月25日、PREMIUM）
- ブラコン露出狂お姉ちゃんと中出し同棲生活（10月26日、MAX-A）
- オッパイ揉みながら同時イキ（11月1日、OPPAI）
- 結婚式痴漢 ～夫の前でリモバイ操作され寝取られた新妻たち～（11月2日、ナチュラルハイ）
- 聖心特装隊セイントフォース4 ～聖女の帰還、そして～（12月8日、GIGA）
- Hカップ倉多まお VS Gカップ三原ほのか美巨乳バトルロワイヤル～130分ノンストップドキュメント～（11月25日、MAX-A）
- THEガチンコプロレズ 8 潮!潮!潮!プロレス技で敵を封じ込め、レズ絶技でイカせてKOを狙え!（12月7日、サディスティックヴィレッジ）
- フェザータッチとスローな痴女テクで彼女のお姉さんにこっそり射精させられ続けているボク。（12月13日、MOODYZ）
- 性交クリニックファン感謝祭2017 超豪華版 総集編付き2枚組 8時間スペシャル（12月21日、SODクリエイト）

- 極上ボディで何度も射精させちゃう超淫乱高級デリヘル嬢（1月12日、BAZOOKA）
- アナルまる見えアングルノーパン家事代行アルバイト（1月13日、ワンズファクトリー）
- 可愛い欲しがり若妻といつでも即尺!即SEX!（1月26日、MAX-A）
- ムッチリ美巨尻マニアックス（3月26日、MAX-A）
- 夫の前で痴漢に絶頂 (いか) された妻（4月7日、VENUS）
- イク寸前までオナニーさせて挿れた瞬間絶頂しまくり性交（4月13日、MOODYZ）
- 「お願いだから1回だけ…」高齢なのに旦那よりバキバキに反り返る勃起チ○ポの義父を見て子宮が疼くセックスレス妻!本気汁垂れ流しで絶対秘密の逆夜這い! 4（4月13日、V&R PRODUCE）
- 下半身丸出しハメられ屋台でアルバイト（4月26日、ROCKET）
- BAZOOKA Premium Legend 倉多まお 4時間BEST（4月27日、BAZOOKA）※単体ベスト
- イカセバトルロワイアル ガチ4戦×4時間（5月26日、MAX-A）
- 「私、やっぱりお義父さんのことが好き…」ご無沙汰デカ乳妻が旦那に隠れて義父と濃厚ベロキスしながら密着中出しSEX! (7月13日、V&R PRODUCE)
- 悪ガキの媚薬入り水鉄砲でびしょ濡れ透け透けにされ股間が疼く巨乳家庭教師 ～倉多まお～（9月6日、ヒビノ）
- S級熟女コンプリートファイル 倉多まお6時間（9月7日、VENUS）※単体ベスト
- 夫婦二人っきりの家にやってきたデカ乳営業レディがコッソリ夫を挑発! 豊満過ぎるオッパイに我慢できず妻に隠れて浮気SEX! 契約欲しさに仕掛けた枕営業のつもりが気持ち良過ぎて何度も悶絶イキ! 3（9月14日、V&R PRODUCE）
- 「制服・下着・全裸」でおもてなし またがりオマ○コ航空 9 中出し便（9月20日、SODクリエイト）
- 倉多まおにレズテクで勝ったら1000万円（10月25日、ROCKET）
- 素人宅に一泊ドキュメント 家事代行サービスの密着番組(嘘)で家政婦のフリをした倉多まおが一般夫婦の自宅に一泊!奥さんの目を盗んで巨乳と巨尻で旦那さんを誘惑性交…したら素人チ○ポで不覚にも絶頂!（11月1日、MOODYZ）
- 素人四畳半生中出し182 人妻 倉多まお 29歳 卑乳猥尻 (全身敏感) 豊満な肉体なのにアスリートな奥様（11月1日、プラム）
- 【閲覧注意】人生で最も寝取られたくないNTR話 結婚して3年半、 子供が出来ず焦りがピークに達していた… 玄関先から妻と上司の話し声が聞こえてきたので急いで屋根裏部屋に隠れた時の話です。（11月7日、マドンナ）
- 最愛の妻が犯され堕ちる NTRハメ撮りビデオレター（11月8日、AKNR）
- 緊縛令嬢（11月9日、Million）
- 濃交 ～人気女優の濃密リアル中出しSEX～（11月26日、MAX-A）
- 家庭教師先のお母さんと（12月1日、MOODYZ）
- 「無言不倫旅」 わたし、悪いママだよね…また先生に抱かれるね（12月7日、桃太郎映像出版）
- 性感ヒップオイルマッサージ 倉多まお ビクビク痙攣デカ尻コアガズム（12月13日、MOODYZ）
- 気高き最強の女捜査官たち…が、ぶるんと尻丸出しで拘束されて責められてアナルをヒクつかせながら無様にイキ果てた結果（12月13日、MOODYZ）
- 上司と部下の妻10 ～ゲス野郎にもてあそばれたマジメ妻～（12月26日、ながえSTYLE）

- 豊富な極上おっぱいプレイを堪能!!ヌルヌル爆乳マットヘルス（1月11日、BAZOOKA）
- 魅惑のおっぱい奴隷 09 性奴隷として調教した女達の巨乳を揉んで揺らして味わい尽くす。（1月18日、MAD）
- 僕のねとられ話しを聞いてほしい 無口で寡黙で職人気質の中年大工源さんの太釘で寝盗られた妻（3月7日、JET映像）
- ある日ウチにやって来た訪問販売の営業レディーが、はちきれんばかりの巨乳をあからさまに見せつけてくるので、思わずガン見。本人も当然ソレを武器に契約を取りに来ているので、あとはもう、されるがままに…（3月8日、BAZOOKA）
- 美魔女仮面フォンテーヌ 悦楽の肉体奉仕（3月8日、GIGA）
- スペンス乳腺開発クリニック（4月19日、OPPAI）
- おっぱいチュパチュパ授乳シチュエーションで中出しSEX（4月25日、MAX-A）
- 立喉じゃくり大学病院 精液吸引採取科 2 (5月1日、MOODYZ)
- いじわるご奉仕 癒しの巨尻ソープ嬢（5月1日、MARRION）
- 倉多まお 12本番×4時間（5月25日、MAX-A）※単体ベスト
- 美人巨乳教官が指導してくれる褒めて褒めて褒めちぎるSEX教習所 パワーアップした第2弾!（6月14日、BAZOOKA）
- 「こんな淫らなオンナでごめんなさい…」ご無沙汰デカ乳義母に息子が弱みを握ってハメ撮り強要! 愛する夫にカメラ目線で謝りながら大絶頂する寝取られ中出しビデオレター!（6月14日、V&R PRODUCE）
- 最愛の夫のため…マネキンになった私 ～麗しのマネキン夫人外伝～（6月19日、VENUS）
- 催眠光線で支配された婚約者（6月20日、SODクリエイト）
- フェロモンが香る熟れ頃人妻の情事映像 まお（6月25日、MAX-A）
- セクシー極上尻が縦揺れしまくるトゥワークダンス騎乗位で友達の姉に精液が尽きる程しこたまイカされまくった VOL.2（7月5日、プレステージ）
- 「まさか…僕を誘惑してるわけじゃないですよね…」 ワイシャツ1枚羽織ったノーブラ巨乳の兄の彼女と弟が自宅で２人っきり! 無防備な姿から垣間見えるオッパイ・パンチラにフル勃起! 兄では満たし切れない欲求不満マ〇コに弟チ〇ポが生挿入! デカ乳振り乱しながら連続絶頂! 兄には絶対ナイショの横取り中出しSEX!（7月10日、V&R PRODUCE）
- 人妻デリヘルを呼んだらやってきたのは会社のお局女… (でも美人で巨乳) ウジ虫同然の扱いを受けていた俺は弱みにつけ込みリベンジセックスすることにした 3（7月19日、VENUS）
- はだかの主婦 台東区在住 倉多まお (29)（8月1日、プラネットプラス）
- タッグマッチ レズプロレス（8月8日、ROCKET）
- 麗しい巨乳和美人がおもてなしする超高級浴衣ヘルス 其の二（8月9日、BAZOOKA）
- 寝取られ社員旅行 女上司の妻が部下達に寝取られ中出しされる話（8月19日、ミセスの素顔/エマニエル）
- 部屋結界～この中だったら僕の思い通りイヒ!～（8月22日、SODクリエイト）
- バイノーラルで体感するドSな姉ちゃんとやりまくり変態同棲性活（8月25日、MAX-A）
- ボクを育ててくれた12年間の授乳とパイズリ（9月1日、MOODYZ）
- 帰省したヤリマン3姉妹に絶倫チ●ポをしごかれ続けるご近所中出し物語2（9月13日、Million）
- 倉多まお PREMIUM BEST! 9作品 5時間（9月13日、V&R  PRODUCE）※単体ベスト
- もしも…「倉多まお」が○○だったら…。（10月1日、プラネットプラス）
- ムチムチ人妻Hカップ生保レディ ドMオジさんに枕営業!? 本気イキ顔面ザーメンまみれ!!（10月26日、オイスター海運）
- 倉多まおと22人のM男 (11月1日、ワープエンタテインメント)
- 目覚めたら布団の中に無防備過ぎる格好の巨乳姉が!寂しいからとビン立ち乳首で密着抱きつきしてくるのでギン勃ちチ○ポが姉のコカンに当たって互いにムラムラして止まらず生ハメ!中出し!（11月7日、アイエナジー）
- 殿堂!スーパーアイドル4時間 倉多まお（11月22日、Million）※単体ベスト
- 「あんたの奥さんムカつくんだよね」町内会の痴女妻たちが何度も強制中出しさせる逆NTR輪姦（12月12日、DANDY）
- 妄想アイテム究極進化シリーズ ボディジャック ～憑流教室～（12月12日、ROCKET）
- 巨乳痴女医に犯される逆セクハラ健康診断 2（12月13日、BAZOOKA）
- 最新式:ムチ尻コーチングと搾精メソッド（12月13日、バルタン）
- 突然押しかけてきた嫁の姉さんに抜かれっぱなしの1泊2日（12月19日、VENUS）
- 甘えん坊新妻の子作り中出し性活（12月25日、MAX-A）

- 【奇跡】デリヘル呼んだら地元の巨乳な友達で非常においしい思いをした件!! 5（1月17日、BAZOOKA）
- ニットの上から分かるほど浮き出た乳首 いじられて感じてしまう地味彼女（1月17日、ヒメゴト）
- 経験豊富な優しい素人人妻が最高の童貞筆おろし 20（1月23日、アイエナジー）
- 憧れのカノジョ 倉多まお（1月24日、CRYSTAL EX）※単体ベスト
- 出張先のビジネスホテルで女上司2人とまさかの相部屋W杭打ち騎乗位で朝まで中出しされるボク…。（1月25日、痴女ヘブン） ※Blu-ray 同時発売
- 倉多まおが快感だけを追求する「素」の中出しSEX（1月25日、MAX-A）
- ～夫の上司に犯される最強美女～捜査官を辞めて妻になったのに…（2月1日、MOODYZ）
- デリヘルで呼んだ娘が、敏感すぎて潮吹いて僕の部屋をビショビショにするので怒ったらヤラせてくれたけど、感じまくりまさかの連続イキ!更にハメ潮吹きまくって困った! 9（2月6日、アイエナジー）
- 「ねぇ、今日はわたしの部屋に来てくれない?」デカ尻な隣人2人に杭打ち騎乗位される毎日。3（2月13日、MOODYZ）
- ROCKET12周年記念ユーザーリクエスト祭り　妄想アイテム究極進化シリーズ 僕はエロガキ超能力者エスパーベルトでイタズラ三昧（2月20日、ROCKET）
- 祝第2回開催 全裸婚活パーティー（4月9日、SODクリエイト）
- 無制限射精チ○ポの限界突破メンズエステ 手抜き無し!連続射精!追撃男潮! おまけに何度も中出しOK膣内施術ねっちょり全汁搾り取り絶頂悶絶コース（4月25日、痴女ヘブン）
- パンストマニアックス（4月25日、MAX-A）
- 「立派なオチ○ポしてるわね」友達の母親は性欲モンスター!童貞を奪われた僕（5月7日、VENUS）
- 卑猥なカラダで男を欲情させる巨乳女医カウンセリングルーム（5月15日、Million）
- 旦那からの着信は不倫セックス中!!不倫相手に促され電話に出た人妻は、必死に喘ぎ声を押し殺してはいたが、行為がエスカレートし興奮度はMAXに!絶対にバレてる!? 10（5月15日、UMANAMI）
- 母の親友 倉多まお（6月7日、VENUS）
- ママさんバレーに通うハイレグブルマを穿いたチ○ポを欲しがるご無沙汰妻たちは卑猥な腰振りで何度も大絶頂! 23名5時間!（6月12日、V&R PRODUCE）
- 神尻エクスタシー ～見て触って挿れて絶頂! 桃尻・ムチ尻・爆尻を味わう尻三昧SP～（7月13日、バルタン）※オムニバス作品
- お子様目線で母性全開まおママにバブみを感じてオギャりたい! 倉多まお（7月25日、MAX-A）
- 絶頂パールショーツMANIAX 倉多まお（9月1日、ワンズファクトリー）
- W女捜査官の誘惑尋問 容疑が晴れるまで杭打ち中出し拷問され続けた身柄拘束三日間 蓮実クレア 倉多まお（9月13日、MOODYZ）
- S級熟女コンプリートファイル倉多まお 6時間 其之弐（9月19日、VENUS）※単体ベスト
- キ○タマ空っぽ! デカ尻Wエステティシャンの強制連射ハーレム施術が大人気! 倉多まお 蓮実クレア（10月1日、MOODYZ）
- 身動きできない患者様を狙う密着ささやきサンド種絞り淫語クリニック 倉多まお 波多野結衣（10月7日、PREMIUM）
- 巨乳若妻種付けレイプ中出し20連発 倉多まお（10月9日、REAL）
- 束縛を破る妻 倉多まお（10月25日、ながえSTYLE）
- 完全主観 美巨乳全開! ノーブラお姉さん 倉多まお（10月25日、MAX-A）
- 「絶対に出しちゃダメよ!」 ニーハイ穿いた欲求不満な家庭教師のお姉さんが童貞少年を親に隠れて射精管理! 何度も寸止めさせ溜まり切ったザーメン出尽くすまで連続大量中出し! 2 倉多まお（11月13日、V&R PRODUCE）
- 素晴らしきHカップ美巨乳 倉多まおBEST（11月19日、OPPAI）※単体ベスト

- 倉多まお20本番×4時間（1月1日、MAX-A）
- 緊縛監禁レズ調教 女王様と変態マゾヒストの娘のSMレズビアン 枢木あおい 倉多まお（1月7日、ビビアン）
- 同人ヒロイン11 セイントフォースレッド 恥辱陥落 倉多まお（1月22日、GIGA）
- 町内キャンプNTR テントの中で輪姦された妻の衝撃的寝取られ映像 倉多まお（1月25日、マドンナ）
- 絶対的な癒しで、身も心も満足できるHカップの美人セラピスト 倉多まお（2月1日、MAX-A）
- 出張エステ。若妻を焦らす性感レズビアン ～性欲の溜まったエロい身体をじっくりと堪能するエステティシャン～ 若宮はずき 倉多まお（2月7日、ビビアン）
- ザ・寝取らせ スポーツインストラクターの妻 倉多まお（2月25日、ながえSTYLE）
- 幼馴染みの恋 ～婚約者から略奪中出しSEX～ 倉多まお（3月1日、MAX-A）
- ヤリマンワゴンが行く!! ハプニング ア ゴーゴー!! 倉多まおとリズの珍道中 ～チート級母性で悩殺ノックダウン! 超密着車内でむぎゅむぎゅ昇天スペシャル～（3月7日、桃太郎映像出版
- 全裸おっぱいホスピタル 巨乳を駆使して身体の悪いところをチェック! 全裸ナースの1泊2日ハレンチおち●ぽ検診 倉多まお 愛花みちる 佐知子（3月12日、BAZOOKA）
- 美人母娘、イタダキマス。数十年前に孕ませた女とその娘に会いに来ました。 吉良りん 倉多まお（5月13日、ダスッ!）
- 挑発淫語で強制連射! 精液搾取おねだり痴女 倉多まお（6月4日、ワープエンタテインメント）
- 聖心特装隊セイントフォース Final.3 ～淫獄の聖女、穢された記憶～（6月11日、GIGA）
- 聖心特装隊セイントフォース Final.4 ～姦獄の聖女、穢された肉体～（6月25日、GIGA）
- いい女っぷりにもほどがある ～倉多まお・ベスト～（9月7日、桃太郎映像出版）※単体ベスト
- オイルで身体をテッカテカにして男をイカせまくる最狂痴女ハーレム監禁射精プリズン 百永さりな 浜崎真緒 倉多まお（10月12日、Million）
- レズビアンに囚われた女潜入捜査官 Special ～偽造ワクチン製造疑惑編～ 初川みなみ 小早川怜子 倉多まお（10月12日、ビビアン）
- オ・ン・ナ♀ざかり 倉多まお（10月29日、ワープエンタテインメント）
- 抱き心地のいいエッチな肉体 倉多まお ベスト（11月9日、ながえSTYLE）※単体ベスト
- 素人ヘアヌード大図鑑～都内勤務看護師編（12月28日、S級素人）

- 発情した団地妻は夫の居ぬ間にノーブラ誘惑して汗だくで何度も交尾する説 5（2月1日、変態紳士倶楽部）
- 巨尻露出 スパンキングされて濡れちゃう感度よし子ちゃんを、バックから何度もいじくりデート（2月23日、SUN）
- お色気P●A会長と悪ガキ生徒会 倉多まお（3月1日、グローリークエスト）
- 不倫ディスタンス 元カレと偶然に再会して抱かれた欲求不満の美乳妻は、羞恥プレイの虜になり今までに味わった事のない快楽に溺れて堕ちていく 倉多まお（3月22日、AVS collector’s）
- エロすぎ姉ちゃんが乳首こねくり回しながら淫語で中出し杭打ち騎乗位SEX 倉多まお（4月5日、MAX-A）
- 夫の出張中に自宅でNTR ～修理に訪れた電気修理員に●され続けた24時間～ 倉多まお（5月3日、MAX-A）
- ご主人様の濡れだく猥褻従順ペット まお（5月10日、AVS collector’s）
- 『愛し合う夫婦が残したいメモリアルヌードフォト』と題された雑誌の特集だと妻を騙し、絶倫チ○ポ男と素肌密着偽撮影会で寝取られ検証!! 旦那よりも若くてカチカチに反り返ったチ○ポがマ○コまで1cmに超接近して奥さん急激欲情!? 旦那が近くにいるにも関わらず生中出し!! 13発（5月27日、赤面女子）
- 隣人妻 昏●拉致 地下室輪●（6月2日、素人39）
- 「乳首が感じる男性って… かわいい//」フライト帰りの美人CAが笑顔ですんごい乳首責め!? コリコリ乳首で勃起しっぱなし絶倫チ○ポに黒パンストからマン汁が染み出すほど欲情! ずーっと乳首こねくり回し性交連続中出しSP（6月10日、赤面女子）
- 30th Anniversary project MAX GIRLS 2022 Vol.2 紺野ひかる / 東凛 / 倉多まお（7月5日、MAX-A）
- マンション型高級メンズエステ※卑猥施術中出し裏オプション※完全盗撮 2（7月7日、素人39）
- 幸せな美人姉妹が俺を毛嫌いするなんて許さない、洗脳エステで俺の思い通りにしてやる! 唯井まひろ（7月21日、SODクリエイト）※主演は唯井まひろ。倉多は脇役出演。
- 俺専用パンチラドール まお（8月11日、フェチ眼）
- 湘南の海で眩しく輝いているW水着ギャルにデカチン童貞君をプレゼント!? ヤバっマジで大きい（ ﾟДﾟ） ウブなデカマラにサマーガールもエチエチ発情ww スケベに優しくSEX教えながら「ヤッてみる?」 そのまま逆3Pハーレム状態で生ハメ筆おろし! ドクドク中出しFESTIVAL（8月12日、赤面女子）
- 「ヒロインにしてあげるよ…」 映画監督と偽り無垢な人妻の新人女優に肉体関係を迫る元ADの卑猥な企み 倉多まお（8月16日、アクアモール/エマニエル）
- BAZOOKA LEGENDARY ACTRESS 倉多まお PREMIUM BEST（8月23日、BAZOOKA）※単体ベスト
- 巨乳女子プロレスラー聖羅 痛恨の危険日直撃! 連姦中出しデスマッチ!!（9月8日、ROCKET）
- ベストヒット官能小説 濡れ潤む兄嫁 ～義姉の密肌～ 隣で寝てるのに…、バレないように声我慢NTRセックス 倉多まお（10月4日、MAX-A）※単体ベスト
- 効果絶大! 女性のお尻でマッサージする話題のメンズエステティック店 『常に半裸』美尻エステサロン ～極上尻を見て、触って、舐めて日常のストレスを癒してください～（10月6日、SODクリエイト）
- 男女6人宅飲み乱交 ―5年ぶりに会ったサークル同期たちは酒とエモさで理性を飛ばしあう― 倉多まお 枢木あおい 桃菜あこ（10月20日、SODクリエイト）
- 聖銃士シスターマリア ～深き誘淫の迷宮～ 倉多まお（10月28日、GIGA）
- 母子姦 倉多まお（11月1日、グローリークエスト）
- ドスケベ美女3姉妹がイクッ! ～早漏素人男性数珠繋ぎ! お宅にヌキヌキ訪問! エグいテクニックで大量発射! おち●ぽザーメンを一滴残らず搾り取っちゃうんだから!～	倉多まお きみと歩実 佐伯由美香（11月10日、SODクリエイト）
- 友人の結婚式帰りに終電逃した同級生3人を自宅に泊めたら…超ラッキー!宅飲みで勝手に盛り上がったアラサー女子達が30歳手前の童貞を筆おろしする朝までナマ中出しSEX! 倉多まお 音琴るい 早乙女らぶ（12月8日、SODクリエイト）
- 「終電ないならうちのシェアハウスに泊まりなよ」会社先輩のシェアハウスで始発を待つことにしたけど住んでいる人たちは、ノーパンノーブラ部屋着の無防備な格好! 思わず勃起したら朝まで精子を搾り取られた。倉多まお 浜崎真緒 紺野ひかる（12月22日、SODクリエイト）

- ゴミ集積場でタイトワンピが透けすぎてパンツが丸見え状態の奥さんと2人きり! 無意識に誘惑してくる透けパン尻がエロすぎるので今から即ハメします。VOL.3（1月12日、DANDY）
- ザ・和姦14 犯された男に狂う妻 ～大嫌いな義弟にムリヤリ抱かれて・・～ 倉多まお（1月24日、ながえSTYLE）
- お姉さんの巨尻が猥褻過ぎて秒殺で悩殺!! 2 倉多まお（2月21日、MARRION）
- 極太ディルドを丸呑みしてヨガリ狂う淫乱オマ○コ婦人 総勢29人の杭打ちディルドオナニー（2月21日、アクアモール/エマニエル）
- 中出ししたメスを完全支配する能力を得た俺は色んなメスに強制中出ししまくることにした 実写版 サークルピンクゲート × SENZコラボ 倉多まお 枢木あおい 一ノ瀬レイラ（3月9日、SODクリエイト）
- マジックミラー号 新婚夫婦NTR 「赤ちゃん欲しがってる奥さんの前で子作りしちゃおっか?」淫語手コキで生挿入を誘う倉多まおの痴女テク逆ナンパ（4月6日、SODクリエイト）
- 飲み会で酔い潰れたアラサー女上司のデカ尻に我慢できず即ハメしたら8年ぶりのSEXだったらしく即イキ連続潮射! ガッチリ尻振りホールドでち○ぽを離してもらえず朝まで何度も中出しさせられた。 倉多まお（4月18日、LUNATICS）
- 母親のエロ動画をバラまくと脅され服従した優しい娘をハメ撮りしていたら母親にバレたのでまとめて脅迫親子丼（4月20日、ナチュラルハイ）
- 秘書in...（脅迫スイートルーム） 倉多まお（5月5日、ドリームチケット）
- 義父の淫技に支配される美嫁の痴態を卑猥に描いた人気同人が忠実実写化!! 原作:雷酸水銀 老練兵 実写オリジナル濡れスケ羞恥性交も追加収録!! 倉多まお（5月23日、マドンナ）

- カメラの前でおしっこする女 5（11月26日、グローリークエスト）

#### アダルトVR
- 部下OLとのSEXに溺れる大人の恋愛 倉多まお（12月21日、CASANOVA）

- 俺の彼女はパイズリ余裕なムチ巨乳 倉多まお（1月27日、CASANOVA）
- VRフェラ ～VRだから味わえる最高のじゅっぽりねっとりフェラチオ体験～ 倉多まお（3月3日、KMPVR）
- 生中出しスペシャル!! VRだから本当にセックスしてるみたいでしょ? 倉多まお（3月3日、KMPVR）
- オナッてアピる俺の彼女可愛過ぎか 倉多まお（3月17日、CASANOVA）
- スク水姿でピタピタむっちり爆乳エロBODYのWご奉仕 倉多まお 月島ななこ（3月31日、KMPVR）
- どスケベ巨乳秘書が僕のチ●コを争奪戦!! 何度も求められるエロの猛攻はまさに究極の快感!! 貴方はどっちがタイプ?? 蓮実クレア 倉多まお（3月31日、KMPVR）
- 究極の御褒美W中出しセックス!! ねっとりたっぷりの濃厚キスに、目の前でくぱぁしながらチ●コを願望!! もう給料なんていりません!! 蓮実クレア 倉多まお（3月31日、KMPVR）
- 夢のトリプル共演!! 有名女優がデリヘル嬢になっちゃた!! 四方八方から繰り出される超絶テクニックに耐えられるか?! どこを見ても天国確定!! 本物呼ぶよりこっちでしょ!!! 蓮実クレア 倉多まお 大槻ひびき（3月31日、KMPVR）
- KMP15周年特別企画 集団おしゃぶりナース 3DVRでオチ●ポ奪い合い 倉多まお 浜崎真緒 月島ななこ 大槻ひびき 蓮実クレア（4月21日、KMPVR）
- KMP15周年特別企画 集団痴女ナース 超リアル連続中出しSEX 倉多まお 浜崎真緒 月島ななこ 大槻ひびき 蓮実クレア（4月21日、KMPVR）
- KMP15周年特別企画 60億分の1の確率に見事当選!! 超豪華10人共演 夢の極上ハーレムスペシャル!! あおいれな 阿部乃みく 大槻ひびき 佳苗るか 倉多まお 月島ななこ なつめ愛莉 蓮実クレア 浜崎真緒 南梨央奈（4月21日、KMPVR）
- KMP15周年特別企画 夢の10人共演! 催眠術でモテまくりヌキまくり僕だけのおチ●ポハーレムスペシャル あおいれな 阿部乃みく 大槻ひびき 佳苗るか 倉多まお 月島ななこ なつめ愛莉 蓮実クレア 浜崎真緒 南梨央奈（4月21日、KMPVR）
- 座った瞬間にモテ男に!! 一生分褒めて、ちやほやされて最後は4連続SEX! 中に出したって褒めてくれる最高のキャバクラ体験!! 川菜美鈴 倉多まお 水野朝陽 葉月七瀬（11月10日、KMPVR-彩-）
- 高密着むっちり巨乳お姉さんの濃厚中出し痴女プレイSEX 倉多まお（11月24日、KMPVR-彩-）
- ROCKET3DVR 巨乳の母親と親戚の叔母さんダブルで孕ませ近親相姦 水城奈緒 倉多まお（12月8日、ROCKET）

- リアル性教育!! 3D VRだから童貞でもセックスのやり方がよく分かる!【リアル性教育】倉多まお（1月12日、KMPVR）
- 「ねぇねぇ、こっそりセックスしよ?」 宅飲みでみんなが寝静まったところで嫁と声我慢セックス! それを見ていて欲情しちゃった親友の嫁がセックスをお願いしてきたので、寝ている親友と嫁の横でこっそり寝取り不倫セックス! 北川エリカ 倉多まお（1月15日、KMPVR）
- 同窓会で学生時代ずっとオカズにしてた同級生と再会し、誘われ生ハメSEX! 倉多まお（2月15日、KMPVR）
- 部屋に女性ホームヘルパーを呼び清掃作業を依頼。来てくれた女性作業員がはちきれんばかりの胸にピタッとしたボディーラインのエロい姿に我慢ができず勃起確定!! 倉多まお（3月1日、KMPVR-bibi-）
- 女の子って柔らかくってきもちイイでしょ♡ 思わずベロチュウしたくなる 体感レズ 紺野ひかる 波多野結衣 友情出演：倉多まお（3月1日、KMPVR-bibi-）
- 長尺VR エロすぎるセックスインストラクターのチ●ポ強化トレーニング!! 倉多まお 紺野ひかる 天野美優（3月4日、BAZOOKA VR）
- デカ尻マニアックスVR 倉多まお（3月27日、ワンズファクトリー）
- 眼鏡×競泳水着×くびれボイン VR 優しい笑顔のGカップ美女と中出しSEX! 倉多まお（4月5日、CRYSTAL VR）
- どぴゅっ×8 連続射精!! イっても止めない淫乱巨乳お姉ちゃんと超濃密生中出しセックスしよ! 倉多まお（4月14日、KMPVR-bibi-）
- AV見てたら、音が駄々漏れだったのか、巨乳でめちゃくちゃ可愛い近所のお姉さんが突然僕の家に訪問!! 玉木くるみ 倉多まお（5月22日、KMPVR-bibi-）
- 添い寝目線VR 雨滴る軒下で浴衣美人の彼女と寝ながら【相互オナニー】【密着側位セックス】【覆いかぶさり騎乗位】でまったりイチャラブから本気モード! 倉多まお（7月13日、SODクリエイト）
- 高画質 訪問診療の女医さんが触診してたら興奮し出して一発やらせてくれた! 倉多まお（7月20日、MAX-A）
- 密室ロッカー内VR2 巨乳の水泳部員のシャワーを覗いていたら見つかってしまい… 勃起を弄られていると誰か来たので【ロッカーの中】に隠れてこっそり手コキ、興奮が収まらない僕らはそのまま3P展開!! 倉多まお かなで自由（7月20日、SODクリエイト）
- SEXインストラクターのち●ぽ強化トレーニング! テクニック強化編 倉多まお（9月7日、BAZOOKA VR）
- 猥褻マッサージエステに自ら通う美女と中出し性交。アロマの香りと媚薬オイルで心は発情状態に、体は敏感になったお客様のびちょびちょマ●コに中出し性交。最高のリラクゼーションでお客様をおもてなしいたします。倉多まお（9月15日、TMA）
- いつもは高飛車な女上司はほろ酔い状態になるとパンスト穿きながらベロキス/脚コキ/対面座位で密着挿入! 欲求不満すぎて自ら激ピストンさせながら何度も勝手に絶頂! 倉多まお（10月19日、V&R PRODUCE）
- 「これからは私だけのものよ!」 僕のデカチ○ポを嗅ぎつけたキャットスーツ着用した女スパイに童貞を奪われる! 手錠をかけられ身動きできずベロキス/耳舐めでフル勃起させられ強制生挿入! 初めてのSEXで何度もイカセてしまった! 倉多まお（11月2日、V&R PRODUCE）
- アダルトVR界殿堂入りの最強女優!! 倉多まお COMPLETE BEST（11月26日、KMPVR-bibi-）※単体ベスト
- 超高級M性感!! 淫語と焦らしのテクニックと騎乗位セックス!! 倉多まお（12月6日、BAZOOKA VR）
- SEXインストラクターのち●ぽ強化トレーニング! リフレッシュ編 天野美優 倉多まお 紺野ひかる（12月6日、BAZOOKA VR）
- 高画質 仕事中に突然机の下から女社長が… エロい服で誘惑して来たので社内中出し! 倉多まお（12月14日、MAX-A）
- Fitch肉感VR 夢のW爆乳子作りメイドと3P性活! ご主人様のおチ○ポミルクを取り合い爆乳を押し付け妊娠したがる発情ボイン! おねだり神乳メイドVR 倉多まお 雨宮凜（12月14日、Fitch）
- 調教した美女3人があなたを奪い合う夢のハーレム性奴隷生活 高杉麻里 倉多まお 水川スミレ（12月28日、アタッカーズ）

- 番組ディレクターになった僕を三人の女子アナが御奉仕してくれる夢の奴隷ハーレム 水原乃亜 高杉麻里 倉多まお（1月25日、アタッカーズ）
- リアル悪徳エステ体験! 一般客に媚薬を飲ませ高級オイルマッサージで感度覚醒! コリをほぐすだけとグチョグチョに興奮したマ●コを刺激して痙攣するまで生中出し! 4 倉多まお（1月31日、SCOOP VR）
- 絶頂射精 倉多まおが本気で丁寧にスローテクで絶頂射精に誘う!! めちゃくちゃ気持ちいい絶頂射精3発射!! 3中出し!!（2月28日、KMPVR）
- 劇的高画質 倉多まおが我が家に来た!! これは!? これはNOチェンジwww!!! たまらず2発射!（4月13日、ブイワンVR）
- 若妻中出し不倫温泉 倉多まお（5月12日、KMPVR-bibi-）
- 麗しい爆乳和美人がおもてなしする超高級浴衣ヘルス 其の二 倉多まお 桜内かれん（5月22日、KMPVR）
- 目の前でお尻丸見え腰振り騎乗位セックス 倉多まお 大浦真奈美（5月24日、ROOKIE）
- HQ劇的超高画質 エステ嬢まおが魅せる! 鼠径部超絶マッサージテク 口内と手で施術する丹念なリンパ刺激で精子もズビュッと搾り取られ超快感! 前立腺も巨尻とキツマンで擦られ再勃起フルチャージで中出しデトックス! 【2発射】倉多まお（6月8日、ブイワンVR）
- 睡眠ペンライト痴漢（6月14日、ROOKIE）※オムニバス作品
- 頑張っているアナタへ最高級のご褒美を。疲れた心安らぐ癒しのオイルスパ 倉多まお（7月2日、KMPVR）
- 前後左右むっちり爆乳痴女からハイパーバイノーラルで耳ボッキ超密着連続中出しハーレムセックス!! 倉多まお 椎葉みくる（7月11日、KMPVR-bibi-）
- べろを見続けるVR 3（8月3日、KMPVR）※オムニバス作品
- パンツ上オナニー ～もう我慢出来ないよ… Hなお汁が止まらないの…～（8月4日、KMPVR）※オムニバス作品
- 巨乳を揉んで楽しむVR（9月14日、KMPVR）※オムニバス作品
- 新開発! 超精細カメラ撮影 ハズレ無しデリヘル ～巨乳美女があなたの顔をねっとりと舐め尽くす【顔舐めコース】～倉多まお（11月1日、CASANOVA）
- HQ最大解像度・超精細カメラ撮影 射精コントロール! オナ指示痴女 倉多まお（11月8日、CASANOVA）
- 催眠光線で支配された家族VR 倉多まお 枢木あおい 春風ひかる（12月16日、SODクリエイト）
- 超精細カメラ撮影 舐めJOI（12月20日、CASANOVA）※オムニバス作品

- 絶品おっぱいでパイズリ挟射VR 倉多まお（1月3日、CASANOVA）
- 世界で一番中出し精子を子宮で受け止める女の子の超!気持ち良い種付けSEX 倉多まお（2月12日、ROOKIE）
- 【究極快感】チ●ポ挿れっぱなしメンズエステ ～ずっとチ●ポを2つのマ●コに交互に挿入しながら受ける癒しの性感マッサージ～【巨乳スタッフ；Gcup 春風ひかる Hcup倉多まお】（2月24日、SODクリエイト）
- 「私で練習してみる?」 初Hに失敗した僕を慰めてくれる義姉・まおさんと2人飲み中、SEXレスで欲求不満らしく酔っ払って我慢できずに僕を誘ってきた大人の手ほどきVR 倉多まお（3月6日、マドンナ）
- 【倉多まお×女騎士!】 くッ… 殺せ！幽閉された気高き女を徹底凌辱! 看守のアナタが好き放題にデキる! 睨め付けながらシャブる女騎士に媚薬香を嗅がせて錯乱化! 散々カラダを弄んだ後は媚薬解除、「ヤメろッ!」抵抗する美女に最低中出しで孕ませろ!（4月10日、PREMIUM）
- 人気女優30人 見せつけ指オナニーコレクション 300分（4月27日、V&R PRODUCE）※オムニバス作品
- 妻の友達は人気AV女優で妻の留守中に僕を巨尻と谷間とキスで誘惑して騎乗位中出しさせてくれる寝取られVR 男が何もしなくても精子を搾り取りに来るAV女優のテクニックをフルに使って来てNTRされた編 倉多まお（5月13日、ROOKIE）
- 射精ペニバン女子○生のせんずり指示VR（6月12日、ナチュラルハイ）※オムニバス作品
- デジタルリマスターで鮮明に蘇る! VRドチャシコ名作コレクション～倉多まお（7月17日、CASANOVA）※単体ベスト
- 超キメセクVR【媚薬ビチャ濡れヌルヌルぐちょぐちょSEX】媚薬・覚醒・絶頂・SEX中毒になった彼女にキメパコ好き放題ハメ倒されるVR 倉多まお（8月3日、SODクリエイト）
- 何度イッてもチ●ポを離さない! 足腰ガックガックになるまで貴方の事を求め狂う超密着ドアップ汁だく接吻しまくり3連続中出しSEX 倉多まお（9月16日、エロタイムPOP!）
- 天井特化アングルVR ～隣の奥様～ 倉多まお（10月2日、KMPVR）

- 至高のオーラルセックス! 唾液口移し&顔舐めVR（1月26日、KMPVR）※オムニバス作品
- 女上司二人とまさかの相部屋VR交互に! 同時に! W杭打ち中出しで痴女られた僕 痴女ヘブンVRお待たせ致しました! もうリアルでは満たされない痴女られ体験始動 倉多まお 晶エリー（2月10日、痴女ヘブン）
- フェロモン溢れるむっちりエッチなお姉さん!! 倉多まおCOMPLETE SPECIAL BEST（4月21日、KMPVR）※単体ベスト
- 彼女ができたアナタを巨乳女教師が嫉妬パイズリ! ビンビン起立しっぱなし童貞チ○ポを彼女より先に略奪騎乗位筆おろし! かつて夢見た学生生活を送れる妄想体験VR 倉多まお（5月13日、OPPAI）
- スペルマ搾取を生業にする射精MONSTER ～僕が人生で一番ヌかれた天才痴女～ 倉多まお（5月19日、KMPVR）
- M性感に行ったら客がいないからとムラムラ巨乳痴女たちに トリプルち●ぽ責めで連射射精させられた強制逆4PコースVR 倉多まお 宝田もなみ 伊佐木リアン（5月25日、E-BODY）
- 倫理観メチャクチャの関係性 思考停止のSecretセックス 気づいたら惹かれ合い恋愛MODEへ 友達の姉はボクの運命の人 倉多まお（5月26日、KMPVR）
- 滲む愛液! 競泳水着で全力オナニーVR（6月30日、KMPVR）※オムニバス作品
- 全編フル収録の倉多まおノーカットBEST!! 人気4タイトル完全制覇342分!! ヌキどころ満載のハイクオリティ総集編!!（9月23日、KMPVR）※単体ベスト
- 自治会の人妻たちがエロすぎる件 新村あかり 倉多まお（10月1日、KMPVR）
- 上の階の人妻さんは、雨天を理由にボクを誘惑する。しっとり濡れた官能ボディに踊らされ、精巣を貪るキラー騎乗位で気が済むまでオカされました。 倉多まお（10月9日、KMPVR-彩-）
- 現役キャビンアテンダントの裏風俗 倉多まお 新村あかり 真木今日子（10月25日、KMPVR-彩-）
- ゼロ距離陰部!! 窒息脚顔騎（11月10日、KMPVR）※オムニバス作品
- 舌だけでイカせてあげよっか? ～しゃぶりついて快感へ導く舌遣いが丸見えのディルドフェラ（11月16日、KMPVR）※オムニバス作品
- オトコを狂わせる巨乳×巨尻の禁断ボディが織りなすW逆夜這いスペシャルin密室ホテル 稲場るか 倉多まお（11月19日、KMPVR）
- 顔面を舐め尽くして涎を飲ませてくれるVR（11月19日、KMPVR）※オムニバス作品
- 一緒にオナニーしよ? 二人でした方が気持ちいいよね!（12月18日、KMPVR）※オムニバス作品
- 乳首特化VR（12月31日、KMPVR）※オムニバス作品

- 僕の息子のヤンチャっぷりを叱りに来たボディコンPTAに巨乳＆デカ尻でむちむちプレスされて懲らしめられてしまった! 八乃つばさ 倉多まお（1月31日、ワンズファクトリー）
- 《領域展開/地面特化×天井特化》究極3P密着サンドイッチセックス。オイルでヌルヌルHカップ神乳に前後左右に完全包囲で射精してもやめてもらえない絶頂射精エステ 北野未奈×倉多まお（3月2日、SODクリエイト）
- 「もうすぐ夫が帰ってくるの…」 別れようとする人妻を引きとめ何度もマーキング中出し【危険日孕ませNTR】膣内にザーメンを宿したままパンティー穿かせてリリース 倉多まお（3月31日、アリスJAPAN）
- オナニーがしたい。でもオナニーだけでは物足りない。豪華JOI3シチュエーションで満たされるオナサポASMR 倉多まお（4月21日、KMPVR-彩-）
- 褌顔騎VR（4月29日、KMPVR）※オムニバス作品
- ローションたっぷり ヌルヌル乳首開発VR（5月8日、KMPVR）※オムニバス作品
- 妻が寝ている隣室でチ○ポを責められ声が出そうになる僕をベロキスで黙らせる密着腰振り痴女 倉多まお（6月30日、アリスJAPAN）
- 増殖催眠 女子会を楽しむリア充大学生を次々と肉オナホに変える洗脳ハーレム計画 倉多まお 星空もあ 沙月恵奈（7月8日、ナチュラルハイ）
- 顔面特化アングルVR ～自治会長に洗脳された濡れ髪人妻と催眠キメSEX～ 倉多まお（12月21日、KMPVR）

- 舐めてあげるから、いっぱいシコってね♡（4月15日、KMPVR）
- 会員制浴室付高級クラブ 【 横浜 鳴春（メイシュン） 】 ～お酒の後は濃厚二輪車 & 杭打ち騎乗位はいかがでしょうか?～ 倉多まお  るるちゃ。（4月24日、SODクリエイト）
- メガネ・サングラス擬人化顔騎VR 倉多まお  るるちゃ。（5月4日、SODクリエイト）
- 義父の淫技に支配される美嫁の痴態を卑猥に描いた人気同人が忠実実写化！！ 原作:雷酸水銀 老練兵 実写オリジナル濡れスケ羞恥性交も追加収録！！ 倉多まお（5月23日、マドンナ）
- 見つめられると恥ずかしいのでバックでハメてくれませんか？ 倉多まお（6月8日、YONAKA）
- 丁寧な淫語と下品なベロテクで勃起改善！ ED改善舐めまくりエステサロン ～WエステティシャンSpecial～ 末広純 倉多まお（6月20日、溜池ゴロー）
- 同窓会で10年ぶりに再会した元カノに乳首リードを付けて連れ回し催淫露出セックス 倉多まお（8月10日、電脳ラスプーチン）

### アダルト配信
- KAKUJITSU まお（8月15日、KAKUJITSU）

- まお (kitaike012)（3月18日、北池袋盗撮倶楽部）
- ゲーセンナンパ 02 in 水道橋 まお 22歳 システムエンジニア（6月11日、ナンパTV）
- ラグジュTV 356 相澤玲奈 32歳 老舗和菓子屋（7月17日、ラグジュTV）
- 募集ちゃん 090 まお 22歳 OL（7月20日、ARA）
- まお (htut044)（9月15日、人妻空蝉橋）
- ジョギングナンパ 04 in お台場 まお 22歳 アナウンススクール専門学生（12月24日、ナンパTV）

- mao (kiray011)（1月7日、S-Cute）
- Gカップ美女! ジムのインストラクターあいちゃんは「毎晩AV見ながらオナニーしてます(照) AVは憧れ…♪」 準備万端ですね! 巨乳美女は恥じらいながらも散々感じまくりのイキまくり! 「最後は顔射でお願いします♪」ってAV見過ぎですょー! あい 24歳 ジムインストラクター（1月18日、ARA）
- まお (kitaike054)（1月20日、北池袋盗撮倶楽部）
- mao (scute594)（1月23日、S-Cute）
- まお (hillstsuma244)（2月14日、ヒルズ妻）
- ラグジュTV 583 相澤玲奈 32歳 老舗和菓子屋（3月1日、ラグジュTV）
- フットサルナンパ 01 in 代々木 まお 22歳 学生 (アナウンススクール)（3月19日、ナンパTV）
- Hカップに成長した巨乳インストラクターあいちゃん再び参上! ちゃっかり2度目の応募です! 「前回の撮影(SEX)が忘れられなくて…。」 無理やり有給休暇を取ってAV出演! 今回はミラクルボディをオイルで輝かせエロさ倍増! 潮吹き、痙攣絶頂当たり前の敏感マ○コは男優のチ○ポに犯されまくり! 何故AVに出演するのですか? 「そこにオチ○ポがあるから♪」なんだそりゃ! あい 24歳 ジムのインストラクター（4月5日、ARA）
- まお 2（5月12日、人妻空蝉橋）
- まお (gebb003)（11月10日、ゲリラ）
- 下ネタ屋台 新宿駅西口で引っ掛けたおつまみ娘四人目：安田真緒 26歳。職業：舞台女優 ガードゆるめの谷間チラ見せ舞台女優に、飲めないお酒をパコパコ飲ませりゃ喋るわ喋るわ下トーク!!! 劇団内のチ●コを大体喰いつくしたと言うそのだらし無い下半身は、酔いが回るにつれ疼きだし… 気付けばイケメンマッチョ男優のチ●コでイクイクイクイク言ってましたwww（11月12日、プレステージプレミアム）
- 百戦錬磨のナンパ師のヤリ部屋で、連れ込みSEX隠し撮り 026 まお 23歳 ジャズダンスのインストラクター（10月22日、ナンパTV）

- ラグジュTV 889 相澤玲奈 32歳 老舗和菓子屋（1月1日、ラグジュTV）
- 優子ちゃん & 奈々ちゃん（3月21日、エチケット）
- まい (hamenets076)（3月29日、ハメドリネットワークSecondEdition）
- まい 2 (hamenets080)（4月12日、ハメドリネットワークSecondEdition）
- 「こんな激しいSEXが毎日したいです…」 ＜素人人妻、お伺いします＞ ※神過ぎる乳 & 尻を持つ矢○亜希子似の美人人妻※感度バツグンのデカ乳首 ※ハリ良し艶良し感度良し! Tバックが映える超絶デカ美尻※緊張から解き放たれた瞬間雌犬と化す ※男が感じるのも楽しみつつのフェラ&乳首責め ※大開脚クンニ&正常位でイキまくり ※激ピス激ハメ激アツ2連続SEX しおり 27歳 専業主婦（5月27日、プレステージプレミアム）
- まおちゃん (mgmr069)（5月30日、素人ホイホイ）
- まお (sirotd067)（6月15日、素人道）
- まおみん（6月27日、素人ホイホイ）
- まさみ（7月17日、エチケット）
- まお (kitaike297)（8月17日、北池袋盗撮倶楽部）
- まお（9月14日、おねえさんのひとりあそび）
- まお 2（12月7日、素人道）

- まお嬢（1月3日、俺の素人）
- 倉多様（2月22日、オンナ同士）

- まおさん（1月27日、ゲリラ）
- まおさん（3月6日、嗚呼、妄想）
- さゆ（8月19日、シロウトさん）
- まお（10月7日、港区女子）
- TOKYO247 まお（10月24日、TOKYO247）
- まお（11月13日、フライデー）

- まお (ore765)（3月10日、俺の素人）
- まお (gerk373)（6月9日、ゲリラ）
- まおさん（10月8日、 俺の素人-Z-）
- Mさん (gerk399)（10月9日、ゲリラ）
- Mさん (spay023)（12月1日、素人ペイペイ）

- mao (ttjm116)（3月11日、鉄人2号さん）
- まお 2 (oreco061)（5月14日、俺の素人-Z-）
- まお (hmdnc479)（5月16日、ハメドリネットワークSecondEdition）
- まおさん & ゆかりさん（6月1日、素人ペイペイ）
- まおさん (oreco083)（6月5日、俺の素人-Z-）
- 板倉さん（7月1日、素人ペイペイ）
- まお & みほ（8月7日、俺の素人-Z-）
- 【最強エロ乳首】×【マ●コ決壊ハメ潮】今回のアラサーちゃんは沖縄帰り! この2年間東京から離れてたセフレちゃん! 昔は随分遊びまわってたけど沖縄ではそんなに遊ばなかったとかで、ちょっと落ち着いちゃったのかな?と思ったら全くそんなことはない! チ●コ挿れても挿れてなくてもびしゃびしゃ潮吹き続けるし積極性も衰え知らず! むしろパワーアップしているのでは…? やっぱ抱くならアラサーですわw【アラサーちゃん。8人目 ゆりちゃん】（8月28日、Jackson）
- mao (ttjm117)（10月21日、鉄人2号さん）
- まお (hhsi030)（11月24日、えちえち素人）

- S141ちゃん & Y141ちゃん（4月28日、蜃気楼）

#### 女性向けアダルト作品
- Triangular of the beginning（2016年7月7日、SILK LABO）※オムニバス作品
- 四六時中発情中（2019年10月10日、SILK LABO）※オムニバス作品
  - good girl 東惣介（2021年7月14日、SILK LABO）- 上記オムニバス収録作品「good girl」を単体で配信リリース。
- finaly 東惣介（2022年4月22日、SILK LABO）※配信限定
- chance 上原千明（2022年5月27日、SILK LABO）※配信限定

### イメージDVD
- Mao まおのむちぷりパラダイス 倉多まお（2017年2月16日、REbecca）

## 出演

### ミュージック・ビデオ
- つるうちはな「ぶっちぎって光」[11]

## 書籍

### 写真集
- All Blue 倉多まお写真集（2012年7月4日、双葉社、撮影：中山雅文） ISBN 978-4-575-30442-8

### デジタル写真集
- 淡い欲情【グラビア写真集】倉多まお（2021年11月12日、プレステージ出版、撮影：C:TAKERU）
- 淡い欲情【ヌード写真集】倉多まお（2021年11月12日、プレステージ出版、撮影：C:TAKERU）